# Hugo Kreyssig

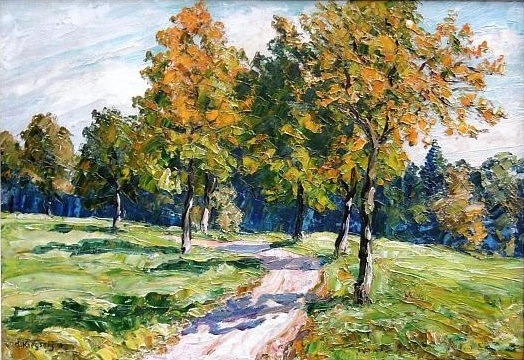

Adalbert Emil Hugo Kreyssig (geboren am 9. Januar 1873 in Coburg; gestorben am 30. Mai 1933 in München) war ein deutscher Landschaftsmaler, der dem Impressionismus zugerechnet wird. Der Meisterschüler von Friedrich Preller beteiligte sich an verschiedenen Kunstausstellungen, vor allem mit stark farbigen, leuchtenden Herbstwaldbildern. Kreyssig zog es zum Malen häufig in die freie Natur, vor allem in die Hochmoorlandschaften und Wälder zwischen dem Starnberger See und Bad Tölz. Daneben fertigte er aber auch Ansichten von München und anderen Städten in ganz Europa. Kreyssigs Arbeiten wurden von Kritikern unterschiedlich beurteilt.

## Leben
Adalbert Emil Hugo Kreyssig kam am 9. Januar 1873 als Sohn des protestantischen Lehrers Johann Wilhelm Kreyßig und seiner Frau Johanne Marie, geborene Bischoff, in Coburg zur Welt. Nach dem Besuch der dortigen Ober-Realschule absolvierte er unter dem hoch angesehenen Bühnenbildner Max Brückner eine Ausbildung zum Theatermaler. Sein Erstlingswerk stellte der noch junge Künstler 1892 in der Coburger Buchhandlung von A. Seitz vor. Das gezeigte Ölbild Der Wilde Kaiser, ein Alpenmotiv, hatte Kreyssig mit Hilfe einer Fotovorlage unmittelbar nach seiner ersten Italienreise gemalt. Weitere frühe Werke waren in den beiden darauffolgenden Jahren in der ebenfalls heimischen Riemannschen Hofbuchhandlung zu sehen, darunter zahlreiche als Aquarell ausgeführte Coburger Motive und ein nach der zweiten Italienreise entstandenes Bild.
Von 1894 bis 1898 studierte Kreyssig an der Königlichen Akademie der Künste zu Dresden unter anderem als Meisterschüler bei Friedrich Preller, einem renommierten Landschaftsmaler. In dieser Zeit entstandene Werke stellte er im Lokal des Sächsischen Kunstvereins auf der Brühlschen Terrasse aus. Kreyssig erhielt für seine Arbeiten 1896 die kleine silberne Medaille des Sächsischen Kunstvereins, im Jahr darauf die große. 1897 nahm er an der Prager Kunstausstellung teil. Schon während der akademischen Ausbildung hatte der „Landschafter“ Studienreisen in den Böhmerwald, nach Mecklenburg und an die Ostsee unternommen. In den Folgejahren unternahm er weitere nach Rom, Florenz, Paris und Kopenhagen.

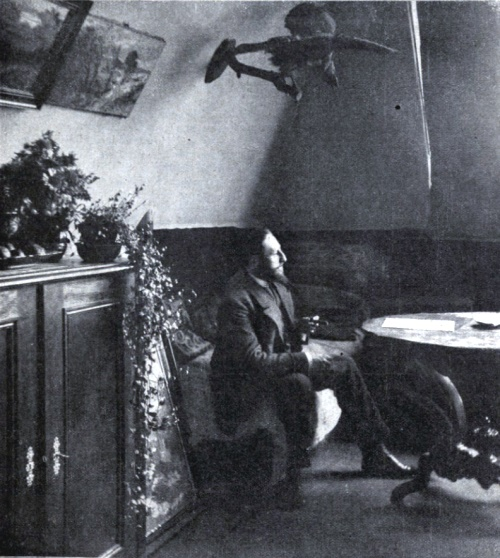
Kreyssig in seinem Atelier in der Nymphenburger Str. 108 in München, aufgenommen 1912

Im März 1898 ließ sich Kreyssig in München als freischaffender Kunstmaler nieder. Er schloss sich dort um die Jahrhundertwende der Münchner Künstlergenossenschaft, der davon abgespaltenen Luitpold-Gruppe und dem Kunstverein München an. Ein passendes Atelier, das ihm zeitlebens auch als Wohnung diente, fand Kreyssig nach mehreren Umzügen schließlich im Februar 1902 in der Nymphenburger Straße 108. Spätestens im selben Jahr nahm er seine Tätigkeit als Illustrator bei der Deutschen Alpenzeitung auf. Kurzzeitig unterbrochen wurde Kreyssigs künstlerisches Schaffen durch einen schweren Bergunfall im Januar 1903: Neben Erfrierungen an den Zehen zog sich der Alpinist bei einer versuchten Besteigung der Zugspitze Quetschungen und einen doppelten Rippenbruch zu. Er hatte im Alleingang einen befreundeten Meteorologen mit Proviant versorgen wollen.
1903 gehörte der aus dem Herzogtum Sachsen-Coburg und Gotha stammende Kreyssig zu den Gründungsmitgliedern der Vereinigung Sächsischer Künstler. Ziel dieser Münchner Sachsen war eine stärkere Einflussnahme auf den Sächsischen Kunstverein in Dresden, in dessen Ausstellungen sich die Exilanten benachteiligt sahen. So boykottierte der größte Teil von ihnen, darunter Kreyssig, die Sächsische Kunstausstellung desselben Jahres, weil man ihnen keinen eigenen Ausstellungsraum und keine eigene Jury zugestanden hatte. Im Jahr darauf rief Kreyssig zusammen mit anderen bekannten Malern wie beispielsweise Rudolf Köselitz den Verein der Münchner Aquarellisten ins Leben, womit der in München „nicht sehr gepflegten Aquarellmalerei“ größere Beachtung verschafft werden sollte. Ab 1907 ist Kreyssigs Mitgliedschaft auch im Verband Deutscher Illustratoren, in der Allgemeinen Deutschen Kunstgenossenschaft und im Dürerbund nachweisbar.
Durch Vervielfältigungen seiner Werke und zahlreiche Rezensionen in Zeitschriften war Kreyssigs Bekanntheit in weite Kreise vorgedrungen. Er genoss bereits 1910 so hohes Ansehen, dass ihn der Verband Deutscher Illustratoren zum Jurymitglied seiner 12. Ausstellung machte. Weitere Jury-Tätigkeiten für den grafischen Bereich schlossen sich ab 1912 für die Münchner Künstlergenossenschaft an. Auch die Stadt München war auf den Maler aufmerksam geworden und erwarb nun Gemälde von ihm. 1913 engagierte sie ihn sogar und übertrug ihm die Ausgestaltung des Schlachtschiffes Prinzregent Luitpold mit einer Darstellung des Marienplatzes. In den folgenden Jahren wurden Kreyssigs künstlerische Tätigkeiten durch den 1914 ausgebrochenen Erste Weltkrieg mehr und mehr eingeschränkt und der ungediente Künstler schließlich zum Landsturm eingezogen, wo man ihn beim 1. Feldartillerie-Regiment München (II. Ersatz-Abteilung, 4. Batterie) als Kanonier einsetzte. Am 11. September 1916 heiratete er die sechs Jahre ältere Maria Kreuzeder aus Neustadt an der Donau. Die Ehe sollte allerdings kinderlos bleiben.
In den 1920er Jahren übernahm der inzwischen konfessionslose Kreyssig Vorstandsaufgaben in der Münchner Künstlergenossenschaft und im Verein der Münchner Aquarellisten. 1927 trat er dem Künstlerbund München bei. Auch war er weiterhin als Juror tätig, beispielsweise 1927 und 1928 für den Verein der Münchner Aquarellisten. Darüber hinaus interessierte sich der vielseitige Künstler für die Insektenkunde, wie seine Mitgliedschaft in der Münchner Entomologischen Gesellschaft bezeugt.
Kreyssig starb nach langer schwerer Krankheit am 30. Mai 1933 im Alter von 60 Jahren in München.

## Werk
Kreyssig zog es zum Malen häufig in die freie Natur, vor allem in die Hochmoorlandschaften und Wälder zwischen dem Starnberger See und Bad Tölz. Daneben fertigte er unter anderem auch Veduten von München und anderen Städten in ganz Europa. Viele seiner Werke haben Herbst-, Abend- und Gewitterstimmungen zum Thema. Die dem Stil des Impressionismus zuzurechnenden Bilder sind durch einen spezifischen, stark kontrastierenden Kolorismus geprägt. Kreyssigs in Öltechnik ausgeführte Werke fallen dabei häufig durch ihre teils grellen und mit einem Spachtel pastos aufgetragenen Farben auf.
| Blumenstillleben (Öl auf Leinwand) | Ausschnitt Blumenstillleben (Öl auf Leinwand) | Ausschnitt Blumenstillleben (Öl auf Leinwand) |

| Beispiel für Kreyssigs pastosen Farbauftrag mit dem Spachtel (Blumenstillleben, Öl auf Leinwand) |

Neben Gemälden schuf Kreyssig Gebrauchskunst wie Bilderrahmen, Buchmarken (Exlibris) und Entwürfe für Standuhren. Hinzu kommen Buch- und Zeitungsillustrationen, beispielsweise in der Deutschen Alpenzeitung, deren Mitarbeiter er war. Dekorative Ausgestaltungen von Räumlichkeiten in Schiffen wie der Prinzregent Luitpold und des Dampfers München zählten ebenso zu seinem malerischen Repertoire.
| Gemälde und Zeichnungen von Hugo Kreyssig (Auswahl) |

| Spätherbstmorgen am Starnbergersee (Öl auf Leinwand) | Sonniger Waldweg im Buchenwald (Öl auf Leinwand) | Motiv am Starnberger See (Öl auf Leinwand) |

| Ansicht einer Kirche (Öl auf Leinwand) | Ortsansicht Meersburg (Gouache) | Emil Cords Exlibris (Zeichnung) | Portrait eines Unbekannten (Öl auf Leinwand) |

## Ausstellungen
Während seiner Schaffenszeit in München beschickte Kreyssig viele angesehene Kunstsalons und Kunstausstellungen im Deutschen Reich. Dazu zählen beispielsweise die Deutsche Kunstausstellung Dresden 1899 und ab 1904 für mehrere Jahre die Große Berliner Kunstausstellung. Nennenswert sind ebenso seine wiederholten Teilnahmen an den Schauen im Münchner Glaspalast, die erste 1902 und die letzte 1931, als das gesamte Gebäude und mit ihm auch fünf Werke Kreyssigs bei einem Brand zerstört wurden. Darüber hinaus stellte der Künstler seine Arbeiten auch außerhalb deutscher Grenzen vor, beispielsweise 1910 im Künstlerhaus Wien, ab 1922 auf der International Water Color Show im Art Institute of Chicago, 1925 auf der Fourth International Water Color Exhibition im Los Angeles Museum of History, Science and Art und 1930 in Budapest.
| Birkenstämme | Rückseite mit Ausstellungsvermerken |

| Aquarell Birkenstämme im Hochmoor mit diversen Vermerken über beschickte Ausstellungen auf der Rückseite (Glaspalast 1904, Große Berliner Kunstausstellung 1905 und weitere) |

## Rezeption
Hugo Kreyssigs Arbeiten wurden von seinen Zeitgenossen unterschiedlich beurteilt, vor allem in seiner Schaffenszeit bis etwa zum Jahr 1910. Im Mittelpunkt der Kritiken standen häufig die kräftigen und pastos aufgetragenen Farben des „Münchner Kollektivisten“, wie die Allgemeine Zeitung ihn 1904 nannte. Die Kölnische Zeitung schrieb 1910, dass Kreyssig eine „ganz andere Art der malerischen Anschauung“ bekunde. „Die Farbigkeit des Herbstes“ sei der Gegenstand, wobei nach einem 1903 gedruckten Kommentar von Georg Galland, einem Kunsthistoriker und Herausgeber der Zeitschrift Die Kunst-Halle, die „üppigen Tinten des Herbstes“ in Kreyssig einen „begeisterten Farbendichter“ gefunden haben. Er flechte „gleichsam mit einzelnen Pinselstrichen die Farbe zu dem gewollten Eindruck zusammen“ und erreiche hierdurch „eine starke Leuchtkraft, die von einer angenehmen Buntheit des Sujets unterstützt wird“, wodurch seine Bilder lange im Beschauer nachklängen, merkte der General-Anzeiger der Stadt Mannheim und Umgebung 1910 an. Eine Einschätzung aus dem Aachener Anzeiger billigte im selben Jahr lediglich einigen der kleinformatigen Bildern zu, dass die „Frische und Kraft der Farben und des Lichts“ sehr erfreulich wirke. Größere Formate hingegen seien „schreiend in der Farbe“, könnten den „Raumeindruck nicht mehr bewältigen“ und „den Dingen nicht mehr ihre Konsistenz bewahren“. Die Münchner Neuesten Nachrichten meinten bereits 1907, dass die „gewagte“ und „exaltierte“ Farbigkeit der Bilder von Kreyssig zu „starr“ sei. Die Zeitschrift Die Kunst für alle bemängelte 1910 die „metallische Härte“ der Farben, die die „versöhnliche Tonlichkeit“ vermissen lasse. Der Maler scheine nach Meinung des Zeitschrift Die christliche Kunst in einem Beitrag von 1906 „die Koloristik als Selbstzweck zu betreiben“. Ein „harmonischer abgewogenes Kolorit“ sei ihm zu wünschen und auch eine weniger „schwere Vortragsweise“, ergänzte der Kunstkritiker der Münchner Neuesten Nachrichten im Jahr 1909. Neben Meistern ihres Fachs wirke Kreyssig nach Ansicht eines Artikels des Aachener Anzeigers von 1910 „roh“ und „dilettantisch“. Er habe „eine harte, ungefällige und nervöse Hand“, aber er besitze auch „Mut und Wahrhaftigkeit“, und immerhin gehe der Künstler von „wirklichen optischen Erlebnissen“ aus. Die „Rücksichtslosigkeit“, mit der er seine Eindrücke ausspreche, sei eine „sehr löbliche, mindestens hoffnungsvolle Eigenschaft“ konstatierten die Münchner Neuesten Nachrichten bereits 1907.

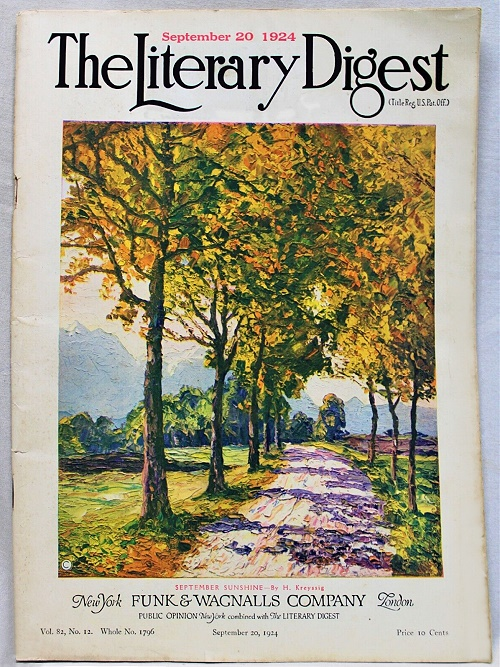
September Sunshine auf dem Titelblatt der US-amerikanischen Zeitschrift The Literary Digest vom 20. September 1924

In späteren Jahren hob man die eigenwillige Farbigkeit von Kreyssigs Werken, die mittlerweile zu seinem Markenzeichen geworden war, nun großteils anerkennend hervor. Laut der Coburger Zeitung von 1920 zeige der Maler „sehr beachtenswerte Bilder mit dem ihm eigenen kräftigen Kolorit“. Im Gegensatz zu anderen Künstlern gehe er „mehr auf optische Wirkungen“ und wolle damit von den „farbigen Erscheinungen des grellen Sonnenlichtes so viel als nur möglich auf die Leinwand bringen“. Die Lichteffekte seien dabei „mit aller Virtuosität gemalt“, so die Münchner Neuesten Nachrichten in Rezensionen von 1923 und 1924. Seine „große Freude zur Farbe, ihrer Kraft wie ihrer Menge“ mithilfe derer „Sonne und Farbe eng umzirkt zum festlichen Spiele werden“ wurde auch anlässlich einer Sonderschau von Kreyssigs Bildern im Jahre 1931 besonders betont.
Postum bescheinigten die Dresdner Nachrichten Kreyssig eine „geachtete Stellung“ unter den Landschaftsmalern und man widmete ihm beispielsweise in München und Dortmund eine Gedächtnisausstellung:

„Eine reichhaltige Auswahl von Bildern des verstorbenen Münchener Malers Hugo Kreyssig gewährt im Kunsthause Utermann Einblick in das früh abgeschlossene Schaffen eines Landschaftsmalers von eigenartigem und wertbeständigem künstlerischen Gepräge. Aus der Fülle der zur Schau gestellten Bilder sind vor allem diejenigen von nachhaltiger Eindruckskraft, in denen sich Kreyssig als Maler des deutschen Waldes bewährt. Hier hat er jene unwägbaren Stimmungswerte eingefangen, deren wir auf weiten Waldspaziergängen oft genug teilhaftig wurden. Es raunt und rauscht uns entgegen von diesen Gemälden, das flirrende Ineinander saftgrünen oder herbstbraunen Laubes hat jene absolut naturgetreue künstlerische Gestaltung gefunden, die beim Beschauer Erinnerungen wachruft und Sehnsucht erweckt. Geschulter Blick für die besonderen Schönheitswerte süddeutschen Landes ließ Kreyssig zahlreiche dankbare Motive aufspüren, an denen seine weitgespannte Gestaltungsfantasie immer neue Nahrung finden konnte. Seen, Berge, Burgen, altes Stadtgemäuer, verschwiegen romantische Dörfer im Hochgebirge: über allem liegt der Abglanz einer freundlichen und freudigen, lebensbejahenden Weltbetrachtung; Bekenntnisse eines Malers, der die Schönheit in der deutschen Landschaft suchte und fand.“

Die Rezeption in der Gegenwart beschränkt sich auf vergleichsweise kurze Einträge in Kunstlexika und gelegentliche Ausstellungen. Ein fachlich fundierter kunsthistorischer Diskurs fand bislang nicht statt. Einige Gemälde von Kreyssig befinden sich in den Bayerischen Staatsgemäldesammlungen (Der Starnberger See) und der Städtischen Galerie im Lenbachhaus (Kiefern am Waldweiher).